# Бенвенист, Эмиль
Эми́ль Бенвени́ст (фр. Émile Benveniste; 27 мая 1902, Алеппо — 3 октября 1976, Париж) — французский лингвист, один из выдающихся лингвистов XX века. Труды по индоевропеистике, общей теории языка, типологии, лексической и грамматической семантике.

## Биография
Родился в городе Алеппо (в то время на территории Османской империи) в еврейской семье сефардского происхождения. Семья Бенвенист за пять веков своей истории дала иудаизму многих видных раввинов и авторов религиозных сочинений.
Отец предназначал Эмилю карьеру раввина, и с целью получения более качественного религиозного образования отправил сына в Марсель. Там юноша познакомился с видным лингвистом-индологом Сильвеном Леви и по рекомендации последнего отправился учиться в Париж.
В Париже учился в Сорбонне и в Высшей практической школе; один из наиболее знаменитых учеников Антуан Мейе, которого сменил в 1937 г. в качестве профессора Коллеж де Франс. Секретарь Парижского лингвистического общества (с 1959).

## Вклад в науку
Не принадлежа ни к одной из крупных лингвистических школ своего времени, Бенвенист (во многом продолжая линию Мейе) синтезировал идеи структурализма со сравнительно-историческими исследованиями — но, в отличие от классических компаративистов (и тем более классических структуралистов), исследования структуры и эволюции языка он считал необходимым погрузить в более широкий контекст исследований духовной культуры и «культурных концептов». В этом отношении работы Бенвениста могут рассматриваться как прямые предшественники этнолингвистического и когнитивного направлений в современной лингвистике, а также современной грамматической типологии.
Внёс фундаментальный вклад в индоевропеистику, обобщив закономерности структуры индоевропейского корня и описав правила индоевропейского именного словообразования. Особенно много занимался иранскими, индоарийскими и анатолийскими языками. Составил новаторский «Словарь индоевропейских социальных терминов» (1970, русск. перевод 1995), в котором предпринял попытку реконструкции социальной системы индоевропейцев по данным языка.
В небольших работах разных лет (они были собраны в два тома очерков «Проблемы общей лингвистики», 1966 и 1974; первый из них вышел в русск. переводе) затронул широкий спектр вопросов теории языка, предложив оригинальную и новаторскую трактовку многих проблем — в частности, уровневой модели языка, субъективности в языке, семантики личных местоимений и глагольных времён, типологии относительного предложения и др. В этих работах заложены основы теории дейксиса, коммуникативной грамматики языка, теории дискурса и ряд других положений, знаменовавших отход от структуралистских моделей языка в пользу «антропоцентричной» лингвистики; некоторые из этих идей Бенвениста были созвучны поздним работам Р. Якобсона.

## Основные работы
- Problèmes de linguistique générale, 1, 1966; 2, 1974.
- Le vocabulaire des institutions indo-européennes, t. 1-2, 1969.

Русские переводы:
- Классификация языков
- Индоевропейское именное словообразование/ (пер. с фр. Андреева Н. Д.; под ред., предисл, прим. Горнунга Б. В.) Изд. 2-е, стереотип. — 264 с. {Лингвистическое наследие XX века} ISBN 5-354-01006-3 ~54.00.00 47045. М. "Едиториал", УРСС. 2004.
- Очерки по осетинскому языку. М., "Наука", 1965.
- Общая лингвистика. М., "Прогресс".1974. Изд.3. УРСС. 2009.
- Словарь индоевропейских социальных терминов. М., "Прогресс-Универс", 1995.